# نير إسحاق
نير إسحاق (بالعبرية: נִיר יִצְחָק) هي مستوطنة إسرائيلية تقع في شمال غرب صحراء النقب جنوب إسرائيل، وتقع تحت إدارة مجلس إشكول الإقليمي. في 2019، بلغ عدد سكانها 630 نسمة.

## التاريخ
أسست المستوطنة في 8 ديسمبر 1949، ومثل مشابي ساده، سميت المستوطنة على اسم القائد في البلماح إسحاق ساده. وتأسست على يد حركة الشباب هاشومير هتسائير.

### هجوم 2023
في 7 أكتوبر 2023، تعرضت نير إسحاق لهجوم من قبل مسلحي المقاومة الفلسطينية من قطاع غزة، مما أدى إلى قتل وأسر عدد من سكانها. في فبراير 2024، تمكن الجيش الإسرائيلي من تحرير 2 من المحتجزين ضمن عملية اليد الذهبية، فيما توفي آخرون في أسر حماس ولا تزال جثثهم محتجزة في غزة.

## الاقتصاد
شركة شاهين الزراعية هي شركة لإنتاج المحاصيل الزراعية مملوكة بشكل مشترك لمستوطنتي نير إسحاق وكرم أبو سالم.